# Moltkeplatz (Hannover)

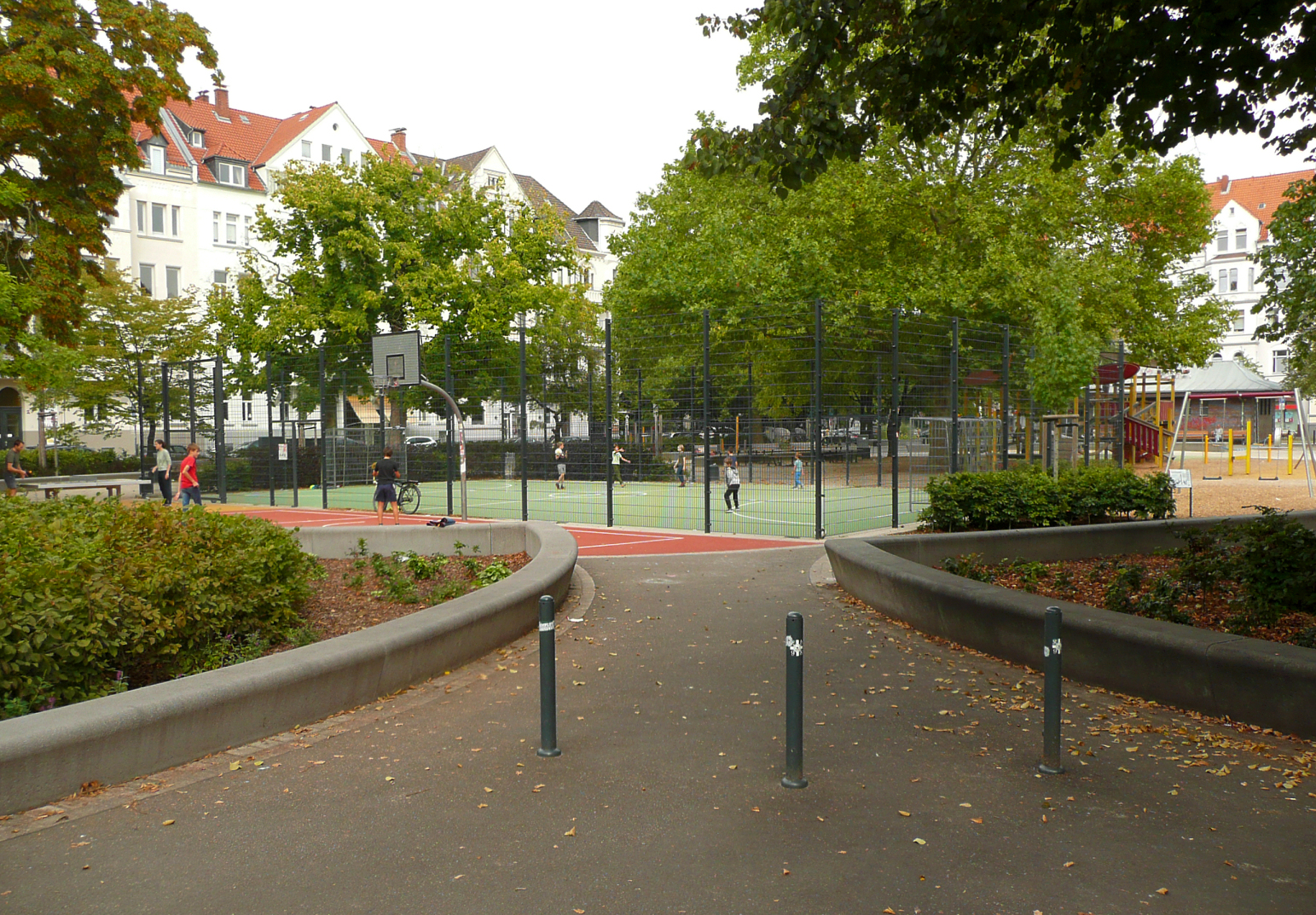
Zugang zum Moltkeplatz mit Bolzplatz

Der Moltkeplatz in Hannover ist ein Platz im Stadtteil List, der zum Stadtbezirk Vahrenwald-List gehört. Der Platz wurde um 1903 als Schmuckplatz im Gründerzeitviertel an der Ferdinand-Wallbrecht-Straße angelegt und ist nach Generalfeldmarschall Helmuth von Moltke (1800–1891), dem Leiter des Preußischen Generalstabes, benannt.

## Beschreibung

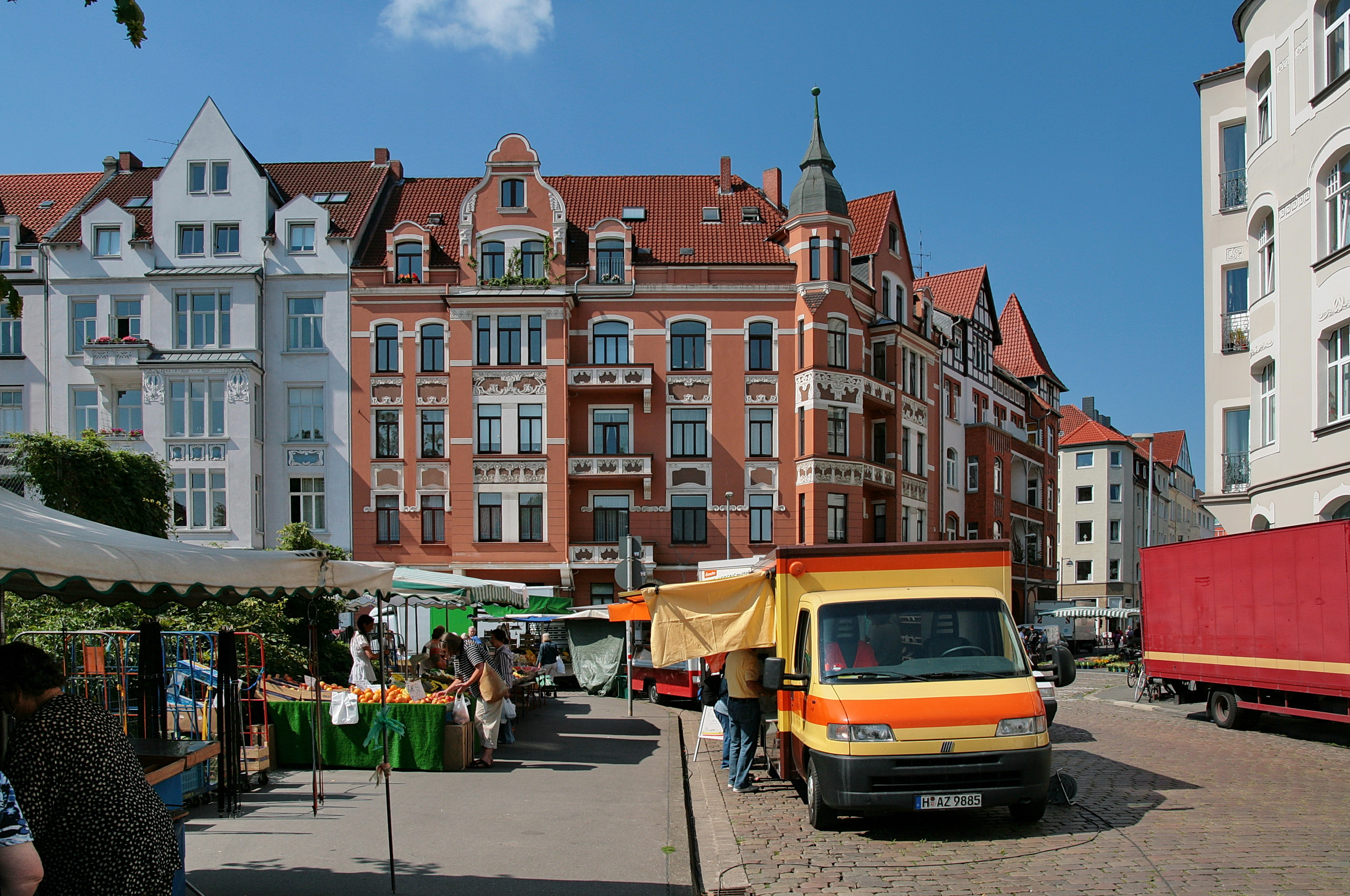
Wochenmarkt auf dem Moltkeplatz, im Hintergrund Gründerzeitfassaden

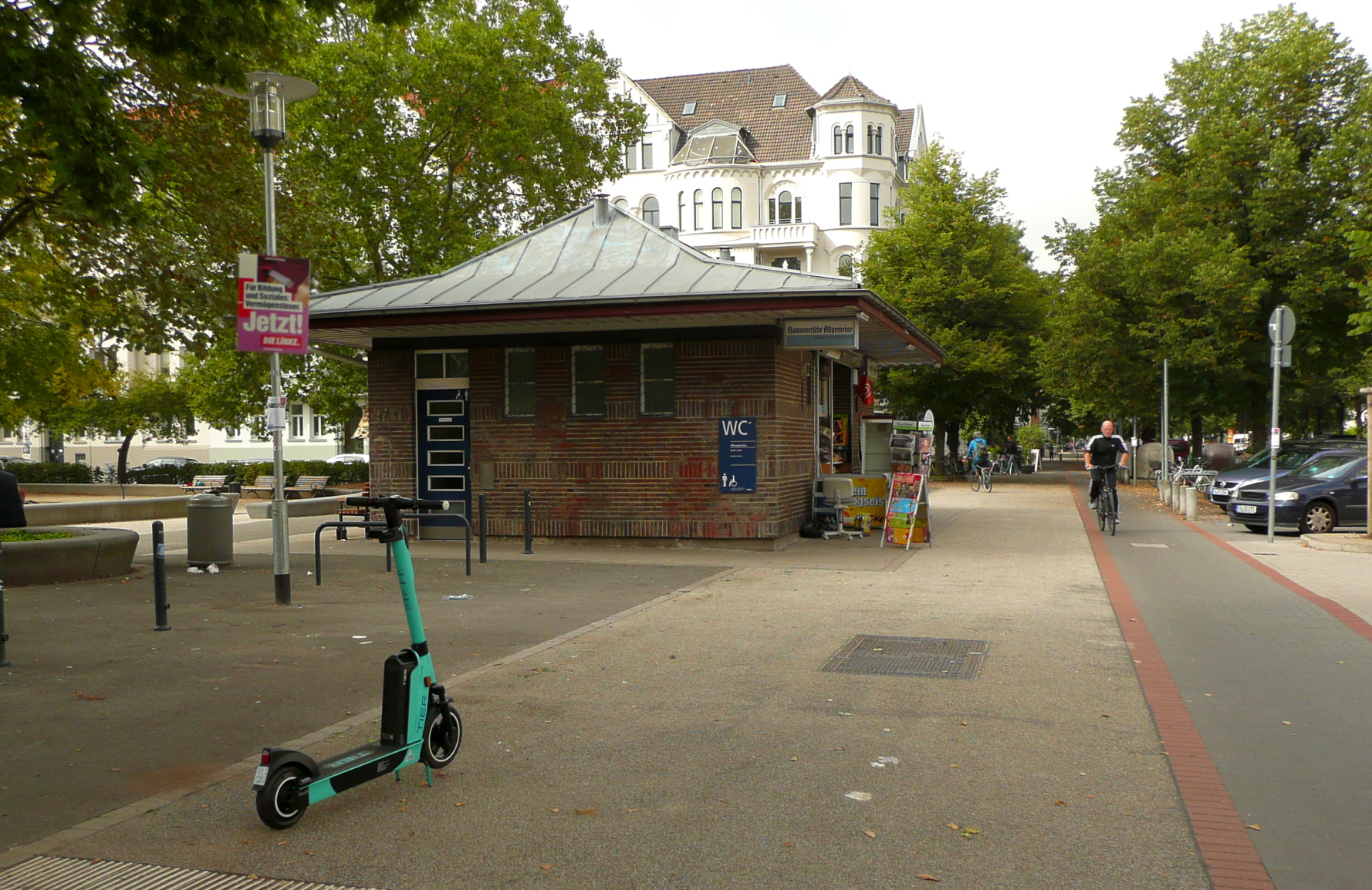
Kiosk- und WC-Gebäude

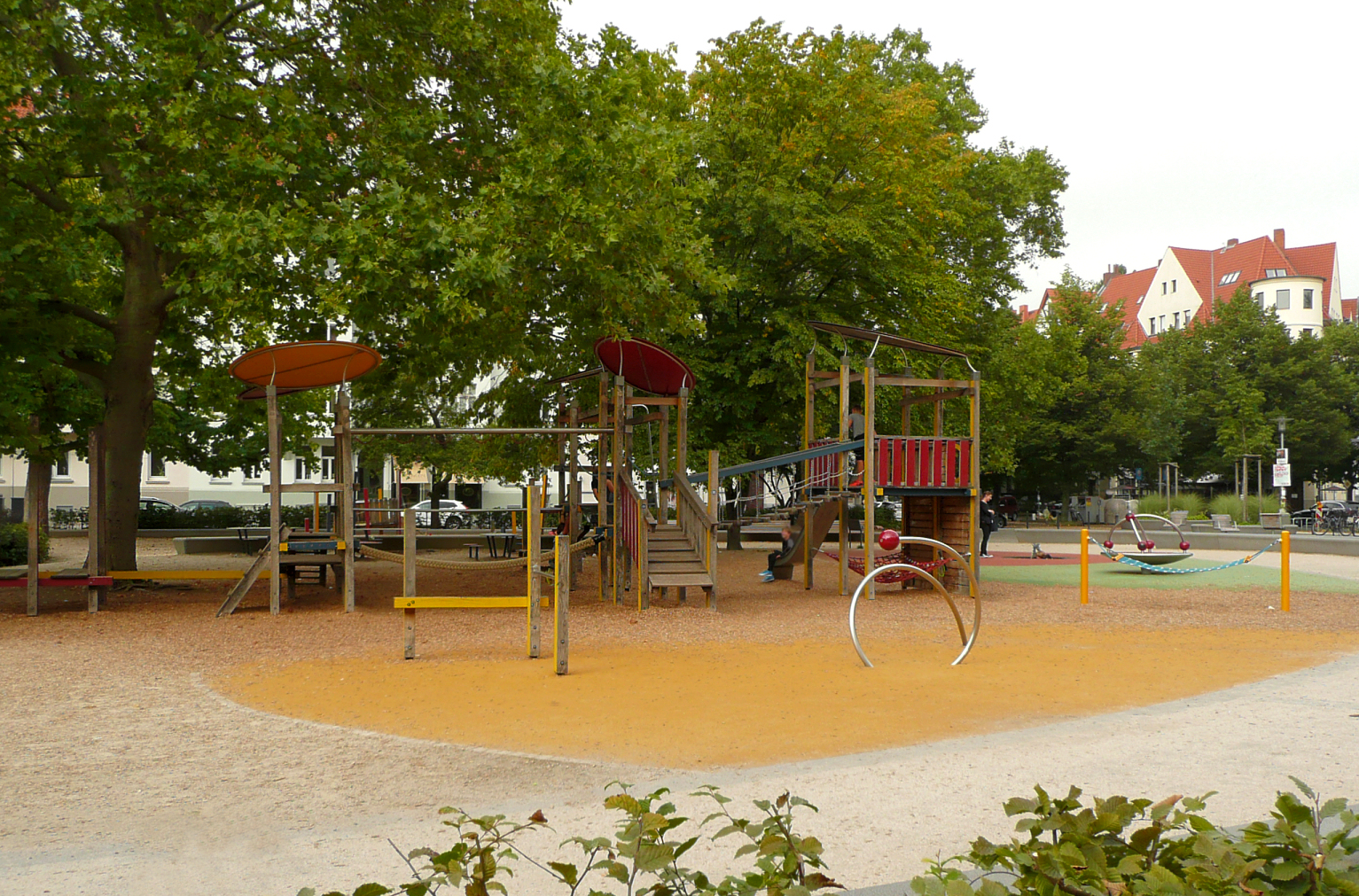
Kinderspielplatz

Der Platz in Form eines Rechtecks hat eine Länge von 100 Meter und eine Breite von 65 Meter.
Bei der 2020 beendeten Umgestaltung des Platzes für 1,25 Millionen Euro hat der innere Platz eine markante Schalenform durch einen umlaufenden Mauersockel erhalten. Es gibt einen Kinderspielplatz, einen Bolzplatz und ein Basketballspielfeld. An Baulichkeiten sind eine Transformatorenstation und ein Gebäude mit einer öffentlichen WC-Anlage und einem Kiosk vorhanden.

## Geschichte
Die Gebäude um den Moltkeplatz entstanden mit der Bebauung der angrenzenden Straßen um 1904 und 1906. Der vorherrschende Bautyp ist das des viergeschossigen Mietshauses mit Kellersockel und Drempel. Die verputzten Gebäudefassaden werden durch Erker, Balkone und Dachaufbauten plastisch gegliedert sowie durch Stuckdekor im Jugendstil belebt.
Seit 1919 werden auf dem Platz Wochenmärkte abgehalten. Eingeführt wurden sie im Jahr 1919 kurz nach dem Ersten Weltkrieg, als es der städtischen Bevölkerung an Grundnahrungsmitteln mangelte. Daraufhin brachten Erzeuger aus der Region ihre landwirtschaftliche Produkte zum Markt in die Stadt.
Nach dem Zweiten Weltkrieg ist der Moltkeplatz mehrmals verändert worden. In der Mitte der 1970er Jahre erhielt er einen Bolzplatz und Kinderspielangebote. Nach Aussagen der Stadt Hannover zählt der Moltkeplatz zu den schönsten und wichtigsten Plätzen im Stadtbezirk Vahrenwald-List. Im Jahr 2017 beschloss die Stadt Hannover eine umfangreiche Umgestaltung des Platzes, die in den Jahren 2019 und 2020 erfolgte.